# آرمن گریگوریان
آرمن سرگئی گریگوریان (به ارمنی: Արմեն Սերգեյի Գրիգորյան)، (به روسی: Армен Григорян) خواننده-ترانه‌پرداز، هنرمند، و چهرهٔ اصلی گروه موسیقی کرماتوریج است. او تبار ارمنی دارد و در روسیه متولد شده است.

## زندگی حرفه‌ای
آرمن گریگوریان در ۲۴ نوامبر ۱۹۶۰ در مسکو از والدینی ارمنی به دنیا آمد. در دوران مدرسه، هم‌کلاسی سرگئی گولووکین بود که بعدها به یک قاتل سریالی بدنام تبدیل شد. گریگوریان که بازیکن دینامو مسکو بود، دو بار قهرمان فوتبال جوانان شد.
او در دوران کودکی به صدای جادویی بیتلز که به‌طرز مرموزی از پردهٔ آهنین عبور می‌کرد گوش می‌داد. با الهام از موسیقی بیتلز، گریگوریان در دوران دبیرستان حرفهٔ موسیقی خود را آغاز کرد (از سال ۱۹۷۷ در گروهی به نام «فشار جوی» می‌نواخت) و در سال ۱۹۸۳ گروه «کرماتوریج» را تشکیل داد که در سراسر اتحاد جماهیر شوروی شهرت یافت و در کنسرت‌های مختلف شرکت داشت. جستجوی طولانی برای صدای منحصربه‌فرد خود در سال ۱۹۸۴ به ثمر نشست، هنگامی که «کرماتوریج» به نسخهٔ خود از راک اند رول یک ویولن اضافه کرد. آرمن گریگوریان از دههٔ ۱۹۸۰ در توسعهٔ موسیقی راک روسیه نقش داشته است.
آرمن گریگوریان نویسندهٔ بیش از دویست ترانه است. بسیاری از آن‌ها، از جمله «کرماتوریج»، «تانیا»، «کندراتی»، «باد زباله»، «خابیبولین»، «الزای زشت»، «سباستیا»، «گربهٔ سکسی»، «توت‌فرنگی با یخ»، «دختر کوچولو»، «۲۰۰۱» و «کاتماندو»، در میان مخاطبان در سراسر اتحاد جماهیر شوروی پیشین، هلند، آلمان، اسرائیل و ایالات متحده بسیار محبوب هستند. او اشعار چندوجهی می‌نویسد که اغلب با مضامین زندگی و مرگ در زمینه‌های مذهبی مختلف سروکار دارند. ترانه‌های «طنزآمیز و فلسفی» گریگوریان به «صداقت و انسانیت» شهرت دارند.
در سال ۲۰۰۶ آرمن گریگوریان پروژهٔ جدیدی به نام فرشتهٔ ۳ را آغاز کرد و آلبومی به نام "تانک چینی" منتشر کرد. به گفتهٔ منتقدان، مفهوم این آلبوم روح هیجان، ماجراجویی و حقایق تغییرناپذیر است که با واقعیت‌های مدرن گره خورده است.
آرمن گریگوریان طراح چندین پروژهٔ معماری است. او همچنین به‌عنوان نقاش و فعال اجتماعی شناخته می‌شود. گریگوریان توسط خوانندگان روزنامهٔ «کشتی نوح» به‌عنوان یکی از ۱۰۰ ارمنی مشهور مقیم روسیه معرفی شده است. در سال ۲۰۱۲ «کرماتوریوم» دادخواستی صادر کرد و از دومای دولتی درخواست کرد جرم‌انگاری همه اشکال نازیسم، از جمله نسل‌کشی ارمنی‌ها را انجام دهد.

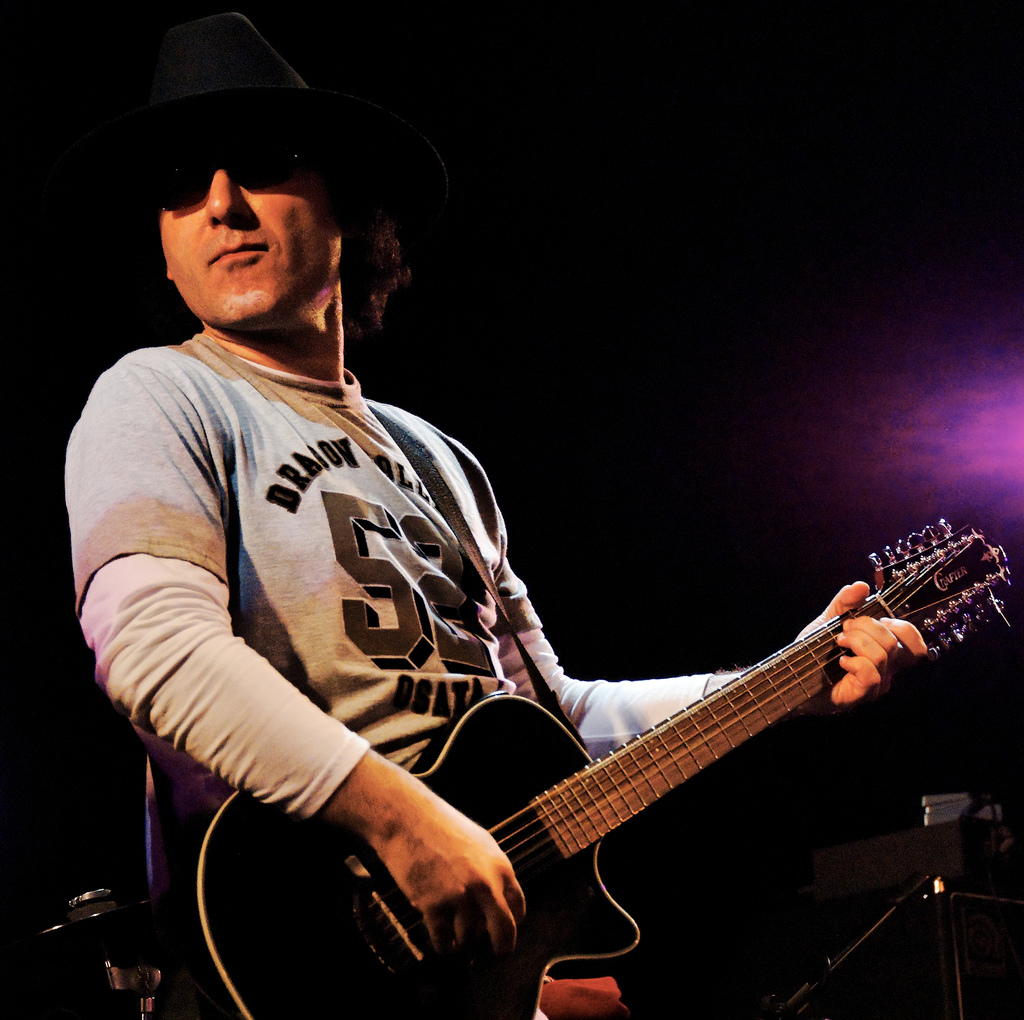
آرمن گریگوریان

در سال ۲۰۱۲ «کرماتوریج» و دیگر موسیقی‌دانان شناخته‌شدهٔ روسی (یوری شووچوک، براوو، و دیگران) آلبومی به نام «آلبوم سفید» ضبط کردند تا با مخالفان رئیس‌جمهور ولادیمیر پوتین ابراز همبستگی کنند. این آلبوم نام خود را از روبان‌های سفید به‌کاررفته توسط تظاهرکنندگان در اعتراضات گرفت.
در سال ۲۰۱۹ آرمن گریگوریان اولین زندگی‌نامهٔ رسمی گروه کرماتوریج با عنوان «ارواح کرماتوریج» را نوشت.
در ژوئن ۲۰۲۳ مجموعه‌ای از بهترین ترانه‌های گریگوریان به زبان‌های مختلف ترجمه و منتشر شد.

## خانواده
پدر آرمن گریگوریان، سرگئی آریستاکسی (درگذشتهٔ ۱۹۹۵)، طراح هواپیما و دیپلماتی متخصص شرق بود. مادرش، آیدا میخائیلونا (نام خانوادگی دوشیزگی: تونیان، زادهٔ شهر گوریس ارمنستان؛ درگذشتهٔ ۱۹۹۱)، شیمی‌دان و میکروبیولوژیست بود.
او دو بار ازدواج کرده است: اولین بار با ایرینا خالیوتینا که از او یک پسر و یک دختر دارد و دومین بار با داریا شاتالووا. اکنون در یک رابطهٔ غیررسمی با ناتالیا سرا به سر می‌برد. گریگوریان سه فرزند دارد: گریگور (متولد ۱۹۹۰)، یِلیزاوتا (متولد ۱۹۹۱)، و آنا-اِکاترینا (متولد ۱۹۹۸).